# Скотленд-Ярд
Скотленд-Ярд (допустимо также Скотланд-Ярд; официально англ. New Scotland Yard) — штаб-квартира полицейского учреждения в Англии (Metropolitan Police Service), исключая лондонский Сити, который имеет свою полицию. Название часто используется в СМИ для обозначения полиции Лондона (The Metropolitan Police Service (MPS)).
Здание современного Скотленд-Ярда расположено в Вестминстере. Административные функции возложены на персонал, который базируется в Empress State Building, а оперативное управление — на три центра Metcall.
Крупнейшее полицейское учреждение в Англии. В нём работает 31 тысяча офицеров, которые отвечают за территорию, равную 1606 км², и население в 7,2 млн человек, проживающих в Лондоне и окрестностях.

## История
Название Скотленд-Ярд происходит от его первоначального местоположения на улице Большой Скотленд-Ярд в районе Уайтхолла. Интересны и версии происхождения названия улицы (дословно — «Шотландский двор»). По одной из них, в X веке английский король Эдгар отдал шотландскому королю Кеннету участок земли рядом с Вестминстерским дворцом в Лондоне. Он потребовал, чтобы король Кеннет построил там резиденцию и посещал её ежегодно, отдавая тем самым дань уважения королевству Англии от лица Шотландии. Король Кеннет построил себе дворец и жил там всякий раз, когда приезжал в Англию. Дворец оставался владением шотландских королей и считался территорией Шотландии. Когда в 1603 году умерла королева Елизавета I, король Шотландии Яков VI стал королём Англии и Шотландии, и дворец потерял своё первоначальное предназначение. Его разделили на две части: первую назвали «Большой Скотленд-Ярд», вторую — «Средний Скотленд-Ярд». Их стали использовать как правительственные здания.
Существуют также версии, что в Средние века улица принадлежала человеку по имени Скотт, а также, что с этой улицы когда-то отправлялись дилижансы в Шотландию.
К XVII веку улица стала местом расположения правительственных зданий, спроектированных архитекторами Иниго Джонсом и Кристофером Реном, жившими здесь.
Полиция Большого Лондона была сформирована министром внутренних дел сэром Робертом Пилем во исполнение инициированного им же Закона о лондонской полиции, принятого Парламентом в 1829 году. Сэр Роберт Пиль при помощи Эжена Франсуа Видока выбрал первоначальным местом расположения Главного управления современный Скотленд-Ярд. В 1829 году здание было занято полицией во главе с её первыми начальниками сэром Чарльзом Роуэном и сэром Ричардом Мэйном (интересно, что до 1855 года этот пост совместно занимали два офицера). Два начальника, наряду с офицерами полиции и персоналом, заняли частный дом по адресу Уайтхолл, 4, задняя часть которого выходила во внутренний двор. Она была использована как отделение полиции. Это и был тот адрес, благодаря которому полиция Большого Лондона названа Скотленд-Ярдом.
30 мая 1884 года, во время Фенианской динамитной кампании (Fenian dynamite campaign) 1881-1885 годов, в Лондоне были взорваны три бомбы, одна из них нанесла серьёзный ущерб Департаменту уголовного розыска и офису Специального Ирландского отделения.
К 1887 году Скотленд-Ярд занимал дома номер 3, 4, 5, 21 и 22 по площади Уайтхолл, дома 8 и 9 по улице Большой Скотленд-Ярд, дома 1, 2 и 3 по Дворцовой площади, а также различные пристройки и автономные здания, склады и хранилища, Public Carriage Office (орган, отвечающий за лицензирование деятельности таксистов и кэбменов) и CID offices (Департамент уголовного розыска). Ввиду такого бурного и неадекватного роста в 1890 году эти управления были перемещены на набережную Виктории, спроектированную Ричардом Норманом Шоу, и получили название Новый Скотленд-Ярд. Между прочим, во время строительства одного из зданий рабочие нашли расчленённый труп женщины, предположительно, одной из жертв Джека-потрошителя.
К 1890 году штат Лондонской полиции вырос от первоначальных 1000 офицеров до 13 000, что требовало большего административного штата и большей штаб-квартиры. Ввиду дальнейшего расширения размеров и обязанностей полиции появилась необходимость ещё более увеличить персонал, поэтому в 1907 и 1940 годах Новый Скотленд-Ярд был расширен. Этот комплекс зданий в настоящее время внесён в список сооружений, представляющих архитектурную, историческую или культурную значимость.
К 60-м годам XX века с развитием современных технологий и дальнейшим расширением полиции Лондона стало очевидно, что потребности полицейского управления переросли возможности штаб-квартиры на набережной Виктории. По этой причине в 1967 году Новый Скотленд-Ярд переехал в здание по адресу Broadway 10. Здание на набережной Виктории сейчас известно под названием Norman Shaw (North) building. Часть его в настоящее время занимает Департамент охраны полиции Большого Лондона.
Телефонный номер Скотленд-Ярда изначально был 1212. Большая часть полицейских отделений Лондона в качестве последних четырёх цифр в номере телефона также использует 1212.
Первое здание Скотленд-Ярда после переноса из него полиции поступило в распоряжение Британской армии. После перестройки там разместились армейский вербовочный центр и штаб-квартира Королевской военной полиции. Впоследствии в этом здании располагалась библиотека Министерства обороны. В настоящее время единственный элемент, оставшийся от первоначального Скотленд-Ярда, — конюшни полиции в здании по адресу Большой Скотленд-Ярд, 7.
База данных полицейского управления размещается в Новом Скотленд-Ярде. Здесь используется национальная IT-система, разработанная для запросов всех силовых структур и называемая Главная поисковая система Министерства внутренних дел. Она более известна по аббревиатуре HOLMES (Home Office Large Major Enquiry System) . Кроме того, учебная программа называется «Элементарно» в честь великого сыщика Шерлока Холмса.
Ряд защитных мер был добавлен на внешней части Нового Скотленд-Ярда в 2000 году, включая бетонные барьеры перед нижними окнами для защиты от заминированных автомобилей. Кроме того, добавлена бетонная стена около входа в здание. Вооружённые офицеры из Службы дипломатической охраны патрулируют фасад здания вместе с полицейской охраной.

## Скотленд-Ярд в поп-культуре
В беллетристике и кино фраза «Новый Скотленд-Ярд» используется как метоним полиции Большого Лондона, иногда — для обозначения всей полиции Соединённого Королевства.
Скотленд-Ярд стал всемирно знаменитым символом полиции, а детективы из Скотленд-Ярда показаны во многих криминальных романах. Они были частыми союзниками (иногда — антагонистами) Шерлока Холмса в знаменитых рассказах сэра Артура Конан Дойля (например, инспектор Лестрейд). Также можно вспомнить «Вокруг света за восемьдесят дней» Жюля Верна.
Скотленд-Ярд также не раз был упомянут и показан в аниме «Тёмный Дворецкий», однако выступая там не с самой лучшей стороны, часто выставляясь как недалёкие правоохранительные органы.
Многие романисты используют вымышленных детективов Скотленд-Ярда в качестве героев и героинь своих произведений: Джордж Гидеон в произведениях Джона Кризи, коммандер Адам Далглиш, созданный Ф. Д. Джеймс, инспектор Ричард Юри в произведениях Марты Гримс — самые известные примеры. Или, например, женщина-детектив Молли Робертсон-Кирк, известная как Леди Молли из Скотленд-Ярда (автор — баронесса Эмма Орци). Во многих детективных романах Агаты Кристи действуют сыщики Скотленд-Ярда, особенно в серии об Эркюле Пуаро.
В 30-х годах XX века были распространены недорогие детективные журналы, использовавшие в своём названии популярный бренд: «Скотленд-Ярд», «Детективные истории Скотленд-Ярда» или «Международный детектив Скотленд-Ярда». Несмотря на названия, они больше ориентировались на аляповатые криминальные истории США.
Скотленд-Ярд послужил названием серии низкобюджетных фильмов, снятых в 1953—1961 годах. Каждый эпизод представлял собой реконструкцию реальной детективной истории.